# Terapia innovadora
La Terapia innovadora ( o Breakthrough therapy en Inglés) es una designación de la Administración de Alimentos y Medicamentos de Estados Unidos (FDA) que acelera el desarrollo de fármacos y que fue creada por el Congreso de los Estados Unidos en virtud del artículo 902 de la Ley de Seguridad e Innovación de la Administración de Alimentos y Medicamentos de 9 de julio de 2012. La designación de "terapia innovadora" de la FDA no pretende implicar que un medicamento sea realmente un "avance" o que haya pruebas de alta calidad de la eficacia del tratamiento para una condición particular; más bien, permite a la FDA conceder una revisión prioritaria a los candidatos a medicamentos si los ensayos clínicos preliminares indican que la terapia puede ofrecer ventajas sustanciales de tratamiento sobre las opciones existentes para los pacientes con enfermedades graves o potencialmente mortales. La FDA dispone de otros mecanismos para acelerar el proceso de revisión y aprobación de medicamentos prometedores, como la designación de vía rápida, la aprobación acelerada y la revisión prioritaria.

## Requisitos
Se puede asignar una designación de terapia innovadora a un fármaco si "es un fármaco destinado, solo o en combinación con uno o más fármacos, a tratar una enfermedad o afección grave o potencialmente mortal" y si las pruebas clínicas preliminares indican que el fármaco puede demostrar una mejora sustancial con respecto a las terapias existentes en uno o más criterios de valoración clínicamente significativos, como los efectos sustanciales del tratamiento observados al principio del desarrollo clínico".
Las solicitudes son revisadas por el Centro de Evaluación e Investigación de Medicamentos (CDER -en Inglés-) y el Centro de Evaluación e Investigación de Productos Biológicos (CBER -en Inglés). El CDER recibe aproximadamente 100 solicitudes de designación de avance al año. Históricamente, alrededor de un tercio han sido aprobadas. El CBER recibe entre 15 y 30 solicitudes al año. Los fabricantes deben solicitar el estatus de avance por separado para cada indicación para la que pretenden etiquetar el medicamento.
Las solicitudes de designación de avance se presentan como una enmienda a las solicitudes de Investigational New Drug (IND), normalmente antes del final de la reunión de la fase II.

## Incentivos
Los fármacos a los que se les ha concedido el estatus de avance reciben una revisión prioritaria. La FDA colabora con el responsable de la solicitud de fármaco para acelerar el proceso de aprobación. Este proceso acelerado puede incluir revisiones continuas, ensayos clínicos más pequeños y diseños de ensayos alternativos.

## Asuntos
Los críticos han sugerido que el nombre es engañoso y proporciona a las empresas que obtienen una designación de avance para un candidato a fármaco una ventaja comercial que puede ser inmerecida. La FDA reconoce que el nombre de "terapia innovadora" puede ser engañoso. Nunca ha pretendido dar a entender que estos fármacos sean realmente "Innovadores", y no asegura que vayan a proporcionar un beneficio clínico, pero aun así los críticos se quejan de que se basan en pruebas preliminares, incluyendo cambios en marcadores sustitutos como las mediciones de laboratorio, que a menudo no reflejan un "beneficio clínico significativo". La guía de la FDA afirma: "No todos los productos designados como terapias innovadoras demostrarán en última instancia tener la mejora sustancial sobre las terapias disponibles que sugieren las pruebas clínicas preliminares en el momento de la designación. Si la designación deja de estar respaldada por datos posteriores, la FDA puede anularla".